# Gyergyószárhegy
Szárhegy, másként Gyergyószárhegy (románul Lăzarea, 1921-ig Giurgeu-Sarheghi, németül Grünberg) falu Romániában Hargita megyében, Szárhegy község központja. Történelmi és kulturális szempontból a Gyergyói-medence kimagasló települése, igen neves arról, hogy Bethlen Gábor, Erdély fejedelme az itteni reneszánsz várkastélyban töltötte gyermekéveit, és később is többször ellátogatott a településre.

## Fekvése
Gyergyószentmiklóstól 6 km-re északnyugatra a Szármány-hegy déli oldalán fekszik, 770 méter tengerszint feletti magasságban. A faluhoz tartozik Güdüctelep, egy kis hegyi település, mely a környéken fekvő falvakhoz hasonlóan a központi falutól távol helyezkedik el. Güdüc 1956-ban ideiglenesen különvált Szárhegytől.

## Nevének eredete
Nevét valószínűleg az egykor Szármány hegynek is nevezett hegyről kapta. A "szármány" szó jelentése: meredek, kopasz lejtő, hegyoldal. Maga a "szárhegy" szó is kopár, sziklás hegyet jelent (szár, a régi magyar nyelvben annyi mint kopasz).

## Története

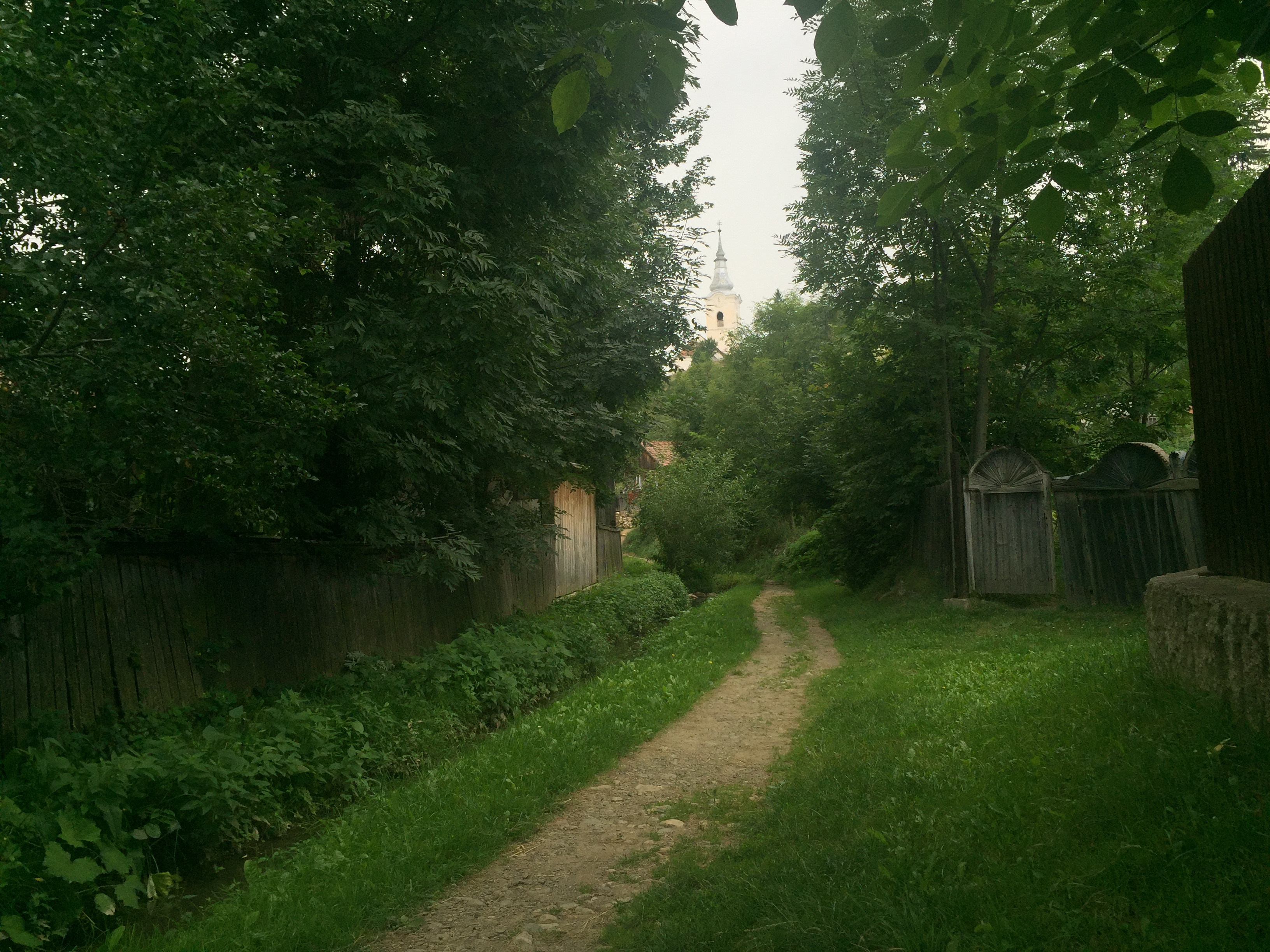
A Csinód völgye háttérben a templommal

Területe ősidők óta lakott. A kastélytól nyugatra a bronzkortól a kora középkorig lakott település nyomait tárták fel. A legelső írásos adatok a faluról az 1332-1334-es pápai tizedjegyzékben találhatók. A Szárhegy nevet a 15. század okleveleiben használták először. Hagyomány szerint a falu legősibb része a Csinód-patak völgye.
Az ősmagyarokra jellemző nemzetségi szervezet a letelepedéskor is megmaradt Szárhegyen, sőt a 16. századig életben volt ez a szervezési forma. Az itt élők adómentességet élveztek, mivel a határvédésért cserébe részesültek ebben a kiváltságban a többi székely határőrhöz hasonlóan. Továbbá meg kell említeni, hogy a földjüket birtokolták, mint a székelyek egyébként is, így itt nem volt olyan éles vagyoni elkülönülés, mint Erdély többi, Székelyföldön túli részein, ahol a jobbágy általános ellentétben állt a nemessel. Itt mindenki élvezhette ugyanazt a kiváltságot.
Az 1562-es székely felkelés kegyetlen megtorlását követően elkezdődött a helyi székelyek jobbágysorba taszítása is. A közszékelyek szinte kizárólag jobbágyok lettek, csupán a leggazdagabb lófők tudták elkerülni a fejedelmi haragot. Egy 1570 körüli összeírás arról tanuskodik, hogy akkorra a Lázár grófokon kívül 5 birtokos élt Szárhegyen, a lakosság többi része jobbággyá vált. Azonban ezt a helyzetet nem sokáig lehetett tartani, a székelység katonai erejére hatalmas szükség volt a keleti határ mentén, a jobbágysorba süllyesztett, kiváltságaiktól megfosztott székelyektől pedig nem lehetett elvárni a katonáskodást. Ezt a helyzetet orvosolandó Bethlen Gábor 1614-től Szárhegyen is elkezdte visszaadni a jobbágysorba süllyesztett székelyek szabadságát.
Pár évtizeddel később, 1658-ban a szárhegyi és ditrói székelyek döntő csapást mértek egy Tölgyesnél Erdélybe betörő tatár csapatra.
Az 1661-es török hadjárat Gyergyószéket is elérte. Sok lakost elhurcoltak.
Lázár István idején Szárhegy egész a Gyergyói-medence legjobban fejlődő, legtekintélyesebb településévé vált. A Rákóczi-szabadságharc idején a gyergyóiak a kurucok mellé álltak, ám 5 évvel később Acton császári ezredes könyörtelenül elpusztította Gyergyót, a lakosoknak menekülni kellett. Ekkor égették fel a Lázárok várkastélyt is.
1711-ben megszűnt a székelyek katonai szolgálata, majd Mária Terézia uralkodása idején végleg eltűntek a korábban határőrzésért járó jogok. A lakosság többsége jobbágy maradt. 1813-1817-es időszakban a nagy éhínség miatt Szárhegyről is nagy számban mentek ki magyarok Moldvába. Ez volt az utolsó jelentős kivándorlás a moldvai csángó falvakba.
Az 1900-as évek legelején fűrészgyár nyílt és a vasút is elérte a községet. Ekkor jelentős mértékben nőtt a község lakossága, a magyarokon kívül több tucat román, német és ukrán család is bevándorolt.
Az első világháborúban a betörő román hadsereg egy alakulata vérengzést vitt végbe a faluban. 8 civilt tömegsírba lőttek, a további 57 letartóztatott civil viszont szerencsés módon megmenekült, amikor a román hadsereg egy magas rangú elöljárója megérkezett a településre és leállította az esztelen vérengzést. A lemészárolt civilek emlékműve a központi parkban áll.

### A kastély

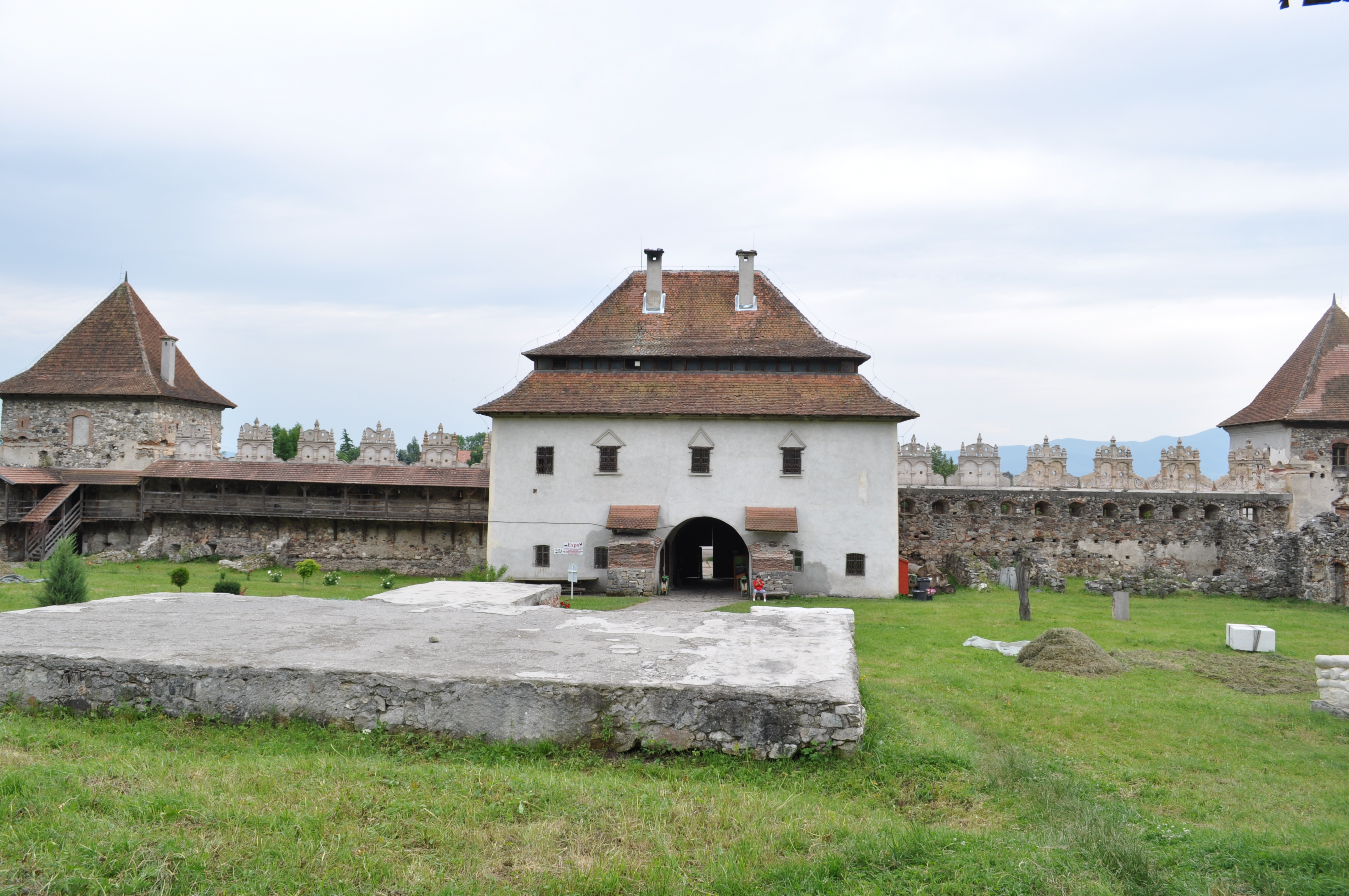
A kastély

Története a Lázár család történetével fonódik össze. A falu első írásos említése 1406-ból való, Lázár Bernát nemes birtoka volt ekkor a terület. A Lázár várkastély 1450 és 1532 között több szakaszban épült. Ekkor, 1462-ben a földesura Lázár András volt. A várkastélyt. Az 1500-as évek végén élt Lázár István lánya, Druzsina volt, ő iktári Bethlen Farkashoz ment feleségül, s ebben a házasságban született meg Marosillyén Bethlen Gábor. Szárhegyre került, s a ma is látható kaputorony emeleti szobájában nevelkedett. A kastélyt 1631-ben bővítették, bástyákat és védőfalakat építettek hozzá és pompás reneszánsz udvarházzá építették ki. A Székelyföld egyik fontos katonai-közigazgatási központja lett. 1658. szeptember 6-án itt győzte le a Gábor diák vezette székely csapat a betörő tatárokat és moldvaiakat. Az elesetteket a falu alatti Tatárdomb alá temették. Az eseményre 1908-ban elhelyezett emléktábla emlékeztet. A Székelyföldet igen gyakran sújtották török, tatár betörések, az egyik támadás idején a várkastély is megsérült. Ekkor kijavították, kibővítették, régi forrás szerint egy ilyen támadás során építették a nagy sarokbástyát is. A kuruc szabadságharc idején Lázár Ferenc volt a földesura, aki támogatta még hadműveletekkel is a kurucokat. 1707-ben - amikor a császáriak bevonultak Erdélybe, Lázár Ferencnek ki kellett menekülnie Csángóföldre - Acton császári tábornok a várkastélyt felgyújtatta, amely után csak egy ép bástyája maradt. Lázár Ferenc állíttatta helyre, amikor visszatért a szatmári béke után, ugyanis meghódolt a Habsburg császár előtt, így maradhatott ura a földjének. 1742-ben Lázár Ferenc meghalt, a kastélyban. A kastély 1748-ban újra leégett, ekkor sajnos nem tudták már minden részét helyreállítani, amit tudtak, azt is részben a falu népének adományából. Végül 1842-ben egy tűzvészben dőlt végleg romba. A 19. század idején a Lázár család „hanyatlásnak” indult, ekkor már csak a kaputorony volt lakható. Az utolsó Lázár-örökös – Lázár Zsigmond és felesége – 1853-ban hagyta el a kastélyt, mely ennek következtében erőteljes pusztulásnak indult. A kapuépület, a kastély utolsó lakható része, egyben Bethlen Gábor egykori gyermekkori lakhelye, még az 1900-as évek körül is lakott volt, a Lázárok által hátrahagyott „kulcsőrző” úr lakott benne. Ez az épületrész 1945-ben egy vihart követően dőlt végleg romba. A kastély restaurálása az 1970-es évektől indult meg, teljes mértékben mai napig sem fejeződött be.

### A kolostor

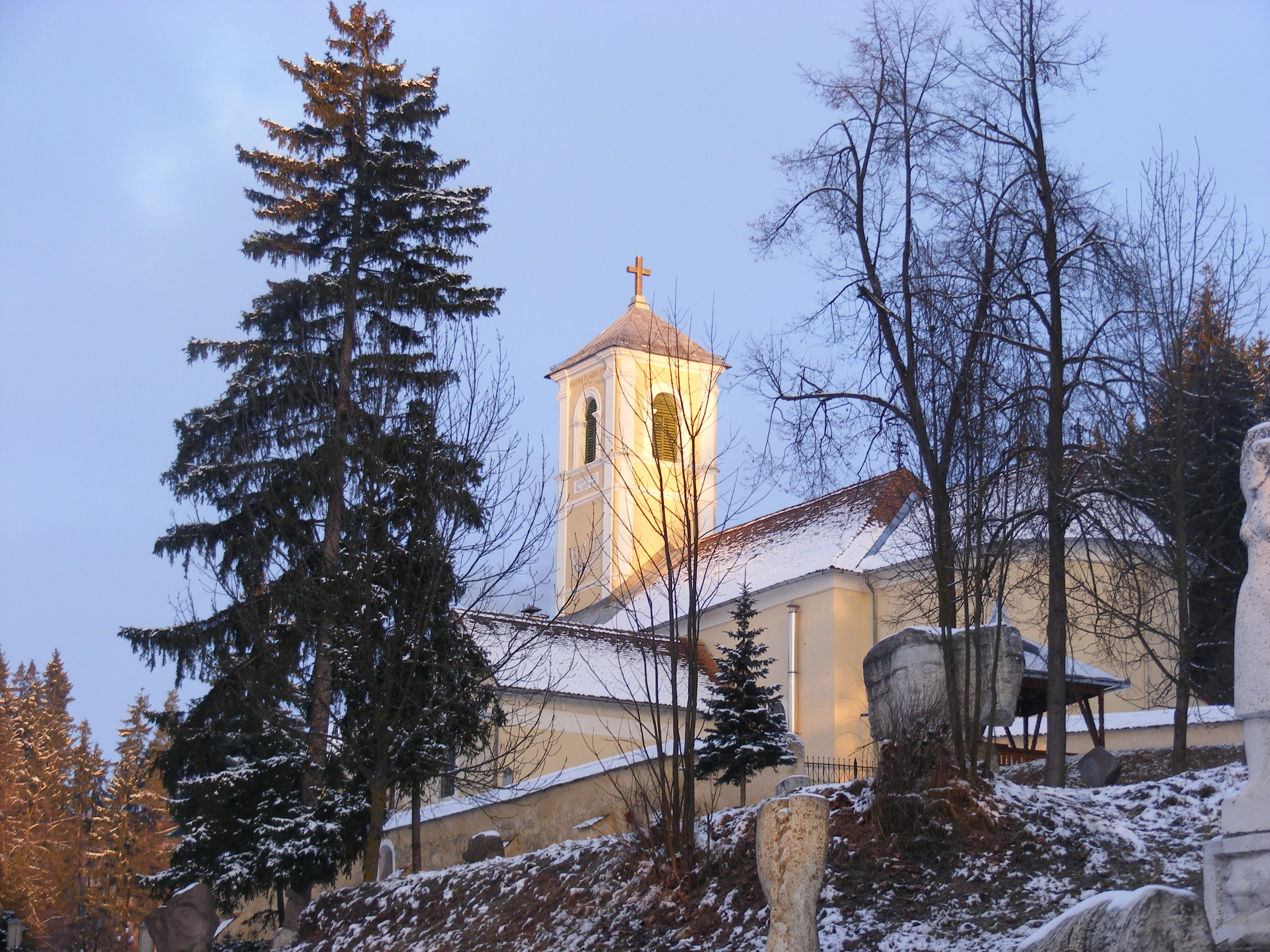
A kolostor

1665-ben Lázár István egy darab földet adott a ferenceseknek, ahol kápolnát építtetett nekik. 1669-ben a Csíksomlyóból idejött Kájoni János (itt temették el 1687-ben) új épületet emeltetett, amely 1707-ben és 1748-ban leégett és csak 1752-re lett kész. 1872. május 22-én, a legutóbbi nagy szárhegyi tűzvészben a kolostor is újra leégett, de újjáépítették.

## Lakosság

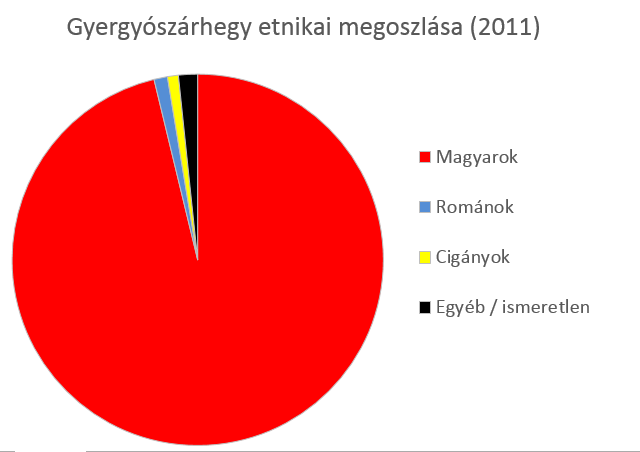

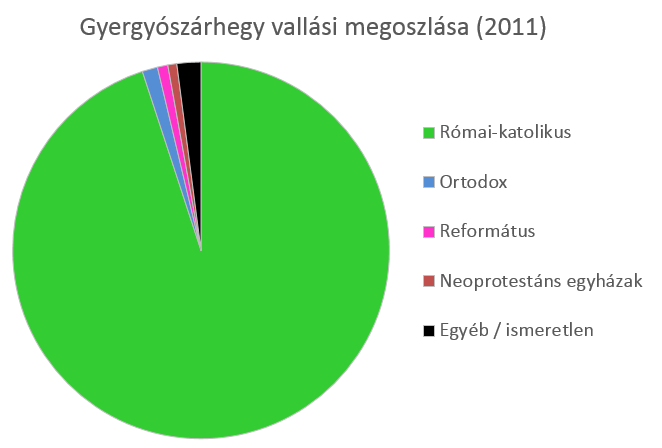

A település lakosságát 1850 óta jegyzik. Az 1901-ben megnyílt fűrészgyár miatt jelentősen megugrott a népesség, rengetegen vándoroltak ide, köztük románok, németek, sőt még ukránok is. A rendszerváltás óta a lakosságot a folyamatos csökkenés jellemzi, mely az utóbbi időben felgyorsulni látszik a nyugat felé történő kivándorlás miatt is, noha a Székelyföld hagyományos népességmegtartó ereje továbbra is erőteljes (sokkal alacsonyabb a hajlandóság a szülőföld elhagyására, mint más romániai megyékben, régiókban).

## Látnivalók

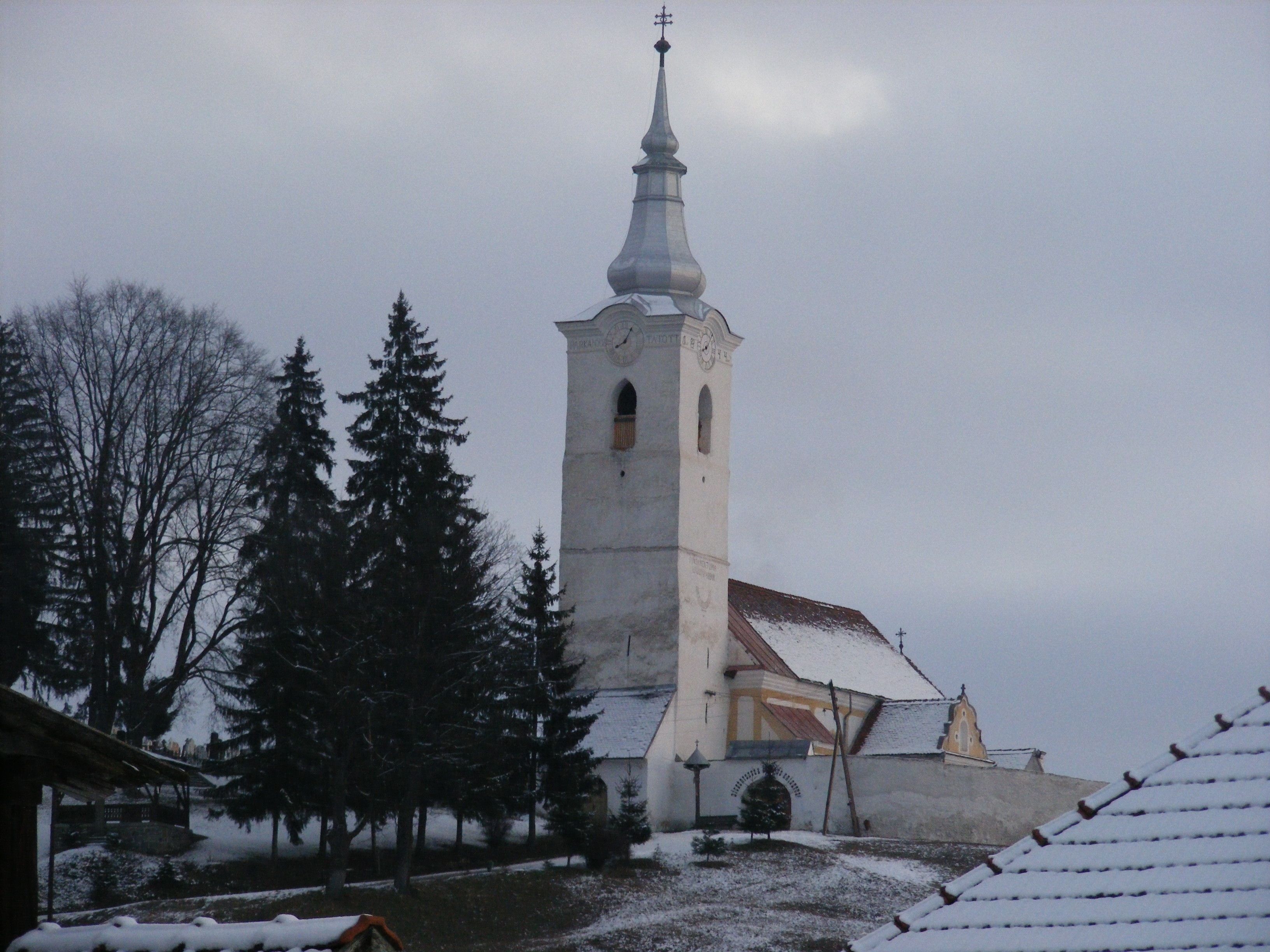
A római-katolikus templom

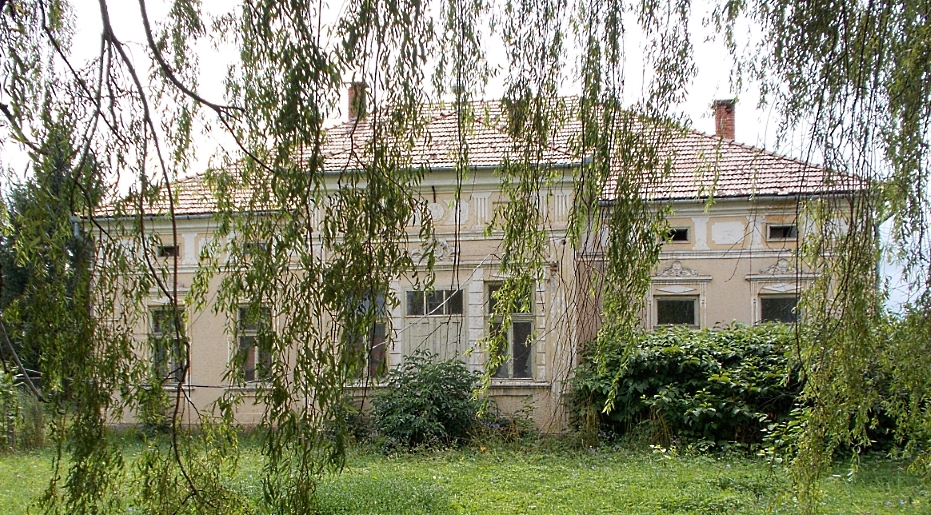
Angi-kúria

- A Lázár-várkastély helyreállítása az 1960-as évek végén kezdődött meg a falubeliek áldozatos tevékenységének köszönhetően, de az épületeket teljes egészében mai napig nem sikerült restaurálni. 1974 óta alkotótáborokat rendeznek benne. 2014 óta az örökösök közötti vita folytán az impozáns reneszánsz várkastély zárva tart, nem látogatható. 2016-ban híre ment, hogy a kastély új többségi tulajdonosa Böjte Csaba alapítványa lett, miután a báró Lipthay család átajándékozta a gyermekmentő tevékenységéről híres ferences szerzetes alapítványának a kastély rájuk eső tulajdonrészét. Ez új reményt jelent arra, hogy a kastély hamarosan újra megnyílhasson a látogatók előtt, és befejeződjenek a sok évtizede zajló felújítási munkálatok is.

- Római katolikus erődtemploma 1235 körül épült román stílusban, a 15. században gótikus stílusban átépítették, tornya 1488-ban épült. 1590-ben tűz pusztította, mivel a reformátusok a templomot megszerezve oltárait elégették. 1729-ben a szentély és a torony kivételével lebontották és újjáépítették. 1930-ban bővítették és tornyát magasították. Az elmúlt években elkezdődött a templombelső nagyszabású renoválása, amely - pénz hiányában - 2013 közepe óta áll.

- A Szármány-hegyi 15. századi Szent Antal kápolnát a nagybaconi Balló család építtette újjá az 1700-as években. Több gótikus elemet is tartalmaz.
- A Szármány-hegy tövében levő ferencrendi kolostor és templom 1669-1752 között épült. A rendházfőnök 1669-1674 között Kájoni János volt, kinek szobra a kolostor falában látható, s kit itt is temettek el.
- A falut és környékét gyakran sújtották a tatárok. A székelyek és tatárok közötti csatározásokra emlékeztet a település határában található Tatárdomb, mely alá a vereséget szenvedett tatárokat temették el az 1658. szeptemberi csatában. A szájhagyomány szerint ide 500 támadót hantoltak el, magyar részről azonban csupán 15 halott volt.
- Emlékoszlop az első és második világháborús szárhegyi hősök emlékére.
- Az 1596-os "véres farsang" emlékműve.
- Kommunista diktatúra idején meghalt szárhegyiek emlékműve.
- Régi jellegzetes székely házak: a faluban látható még 3–4 olyan régi tapasztott falú faház, amelyet az 1870-es években építettek, továbbá hasonló, tornácos téglaházak.
- A faluban hat kisnemesi századfordulós és korábbi kúria található.
- Az Angi-kúria előtt több mint százéves fűzfa áll, melyet a kúria építésekor ültettek. Néhány éve villámcsapás következtében leszakadt az egyik főága, de szerencsére nem pusztult el.

## Híres emberek
- Itt született Angi István országgyűlési képviselő, huszártiszt (1888. május 29. - 1968. február 26.)
- Itt született Szini Lajos, székely író, költő, újságíró (1891. július 2.)
- Itt született L. Szini Karola (Szárhegy, 1929. január 6.) orvostörténeti szakíró
- Itt született Veres József geológus, geológiai szakíró (Szárhegy, 1931. február 26.)
- Itt született Bartis Ferenc, székely költő (1936. július 4.)
- Itt született Veres Endre költő (1938. május 4.)
- Itt született Páll Attila fogathajtó
- Itt élt és munkálkodott Kájoni János (1629. március 8. – 1687. április 25.) építész, zenész, humanista, a reneszánsz előfutára Erdélyben.
- Itt élt négy éves koráig Koós János táncdalénekes, humorista, színművész (1937. november 21. – 2019. március 2.)